# Hilaire Morel
Pour les articles homonymes, voir Morel.
Hilaire Morel, né en septembre 1834 à Fontaines-Saint-Martin et mort le 13 août 1903, est un architecte français.

## Biographie
Hilaire Morel étudie à l'école des beaux-arts de Lyon.

## Réalisations
Il réalise les travaux d'architecture suivants :
- construction de l'église de Fontaines-sur-Saône, commencée par Louis Dupasquier ;
- presbytère et église de Montchat en collaboration avec Francique Bethenod ;
- église Saint-Joseph à Lyon, en collaboration avec Gaspard André.

## Distinction
Il est membre de la société académique d'architecture de Lyon le 3 juillet 1878.